# Daniël van Kaam
Daniël van Kaam (Delfzijl, 23 giugno 2000) è un calciatore olandese, centrocampista dell'Heracles Almelo.

## Biografia
Nato in Olanda da padre olandese e madre brasiliana, è fratello di Joël van Kaam, anch'egli calciatore professionista.

## Caratteristiche tecniche
È un trequartista.

## Carriera

### Club
Cresciuto nel settore giovanile del Groningen, ha esordito in prima squadra il 6 ottobre 2018 disputando l'incontro di Eredivisie perso 1-0 contro l'ADO Den Haag.

### Nazionale
Ha giocato nella nazionale olandese Under-17.

## Statistiche
Statistiche aggiornate al 12 dicembre 2019.

### Presenze e reti nei club
| Stagione        | Squadra         | Campionato      | Campionato | Campionato | Coppe nazionali | Coppe nazionali | Coppe nazionali | Coppe continentali | Coppe continentali | Coppe continentali | Altre coppe | Altre coppe | Altre coppe | Totale | Totale | Totale |
| Stagione        | Squadra         | Comp            | Pres       | Reti       | Comp            | Pres            | Reti            | Comp               | Pres               | Reti               | Comp        | Pres        | Reti        | Pres   | Reti   |        |
| --------------- | --------------- | --------------- | ---------- | ---------- | --------------- | --------------- | --------------- | ------------------ | ------------------ | ------------------ | ----------- | ----------- | ----------- | ------ | ------ | ------ |
| 2018-2019       | Groningen       | ED              | 1          | 0          | CO              | 0               | 0               |                    | -                  | -                  |             | -           | -           | 1      | 0      |        |
| 2019-2020       | Groningen       | ED              | 3          | 0          | CO              | 2               | 0               |                    | -                  | -                  |             | -           | -           | 5      | 0      |        |
| Totale carriera | Totale carriera | Totale carriera | 4          | 0          |                 | 2               | 0               |                    | -                  | -                  |             | -           | -           | 6      | 0      |        |